# Sobór św. Mikołaja w Oczakowie
Sobór św. Mikołaja – prawosławna cerkiew parafialna w Oczakowie, w dekanacie oczakowskim eparchii mikołajowskiej Ukraińskiego Kościoła Prawosławnego Patriarchatu Moskiewskiego.

## Historia
Świątynia została wzniesiona jako meczet przy tureckiej twierdzy w Oczakowie. Budowla została wstępnie przebudowana na prawosławną cerkiew po zdobyciu Oczakowa przez wojsko rosyjskie w grudniu 1788 r., dobudowano wtedy nad nią drewnianą kopułę. W XIX w. przebudowano minaret na dzwonnicę, do budynku dostawiono pomieszczenie ołtarzowe i przedsionek. W 1807 r. miała miejsce konsekracja budynku.  W 1839 r. obiekt przeszedł kapitalny remont i otrzymał nowy dzwon, zaś w 1854 r. zbudowano przy nim nową dzwonnicę. Wcześniej, w 1842 r. świątyni, cały czas pozostającej cerkwią wojskową, nadano status soboru. 
Od 1842 r. do śmierci na początku XX wieku proboszczem soboru był Gawriił Sudkowski, odznaczony złotym krzyżem na wstążce św. Jerzego za służbę kapelańską podczas wojny krymskiej i bombardowania Oczakowa. Z jego inicjatywy przed świątynią ustawiono dwie armaty, w 1890 r. otwarto przy niej szkołę gramoty dla dzieci z ubogich rodzin, a w 1901 r. – szkołę cerkiewno-parafialną. Proboszcz Sudkowski starał się również o budowę pomnika Suworowa, który ostatecznie stanął przed cerkwią dopiero w 1907 r., już po śmierci duchownego.
Cerkiew pozostawała czynna podczas rewolucji październikowej i wojny domowej, jednak w 1922 r. w czasie kampanii konfiskaty kosztowności cerkiewnych wyniesiono z niej wszystkie złote i srebrne przedmioty. W 1930 r. decyzją lokalnych władz świątynię zamknięto, a następnie zaadaptowano na Dom Pionierów, zaś w 1960 r. – na Muzeum Wojenno-Historyczne im. Suworowa.
Obiekt zwrócono Cerkwi prawosławnej w 2000 r.
W sąsiedztwie soboru znajduje się nagrobek Rufina Sudkowskiego, syna Gawriiła Sudkowskiego, artysty malarza.